# St. Mary Mead
St. Mary Mead (prononcé en anglais : /sən(t) ˈmɛəɹi miːd/) est un village de fiction de la campagne anglaise créé par la romancière britannique Agatha Christie pour les besoins de son œuvre. Elle en a fait le lieu de résidence de l'une de ses héroïnes de romans policiers : la vieille Miss Marple.

Toutefois, avant l'introduction de ce personnage, Agatha Christie évoque ce village pour la première fois, en 1928, dans Le Train bleu, un roman qui met en scène un autre de ses célèbres détectives : Hercule Poirot. Le détective belge y enquête aux côtés de Katherine Grey, une jeune Anglaise originaire elle aussi de  St. Mary Mead.

## Localisation

### Localisation dans l'œuvre d'Agatha Christie
L'œuvre d'Agatha Christie fournit des informations contradictoires pour situer précisément St. Mary Mead sur la carte de l'Angleterre :
- En 1928, dans son roman le Train bleu, la romancière situe le St. Mary Mead de sa protagoniste Katherine Grey dans le comté bien réel de Kent, au sud-est de Londres (dans la première traduction française de Louis Postif, le nom du village est orthographié "St. Mary Mad"). Pourtant, deux ans plus tard, dans L'Affaire Protheroe, l'auteure place le village de Miss Marple dans le comté fictif de "Downshire". Et dans le roman suivant, Un cadavre dans la bibliothèque, c'est dans le "Radfordshire", un autre comté imaginaire, que se trouve St. Mary Mead.
- En 1957, le roman Le Train de 16 h 50 indique au contraire que la région de St. Mary Mead est desservi par des trains en provenance de la Gare de Paddington, l'une des principales gares du réseau ferroviaire britannique, et le terminus londonien des trains desservant l'ouest et le sud-ouest de l'Angleterre. Ceci indique une implantation du village de Miss Marple à l'ouest ou au sud-ouest de Londres, ce qui placerait "St. Mary Mead" dans le comté du Hampshire.
- Dans Némésis, le dernier roman de Christie écrit autour de Miss Marple[1], St. Mary Mead est supposé se situer dans le sud-est de l'Angleterre, à 25 milles (40,23 km) de Londres, à 12 milles (19,31 km) de "Danemouth", une station balnéaire fictive à la mode, et également à 12 milles (19,31 km) de la ville côtière imaginaire de "Loomouth", ce qui induit que le village se situe à proximité du littoral anglais du sud.

### Localisation dans les adaptations TV

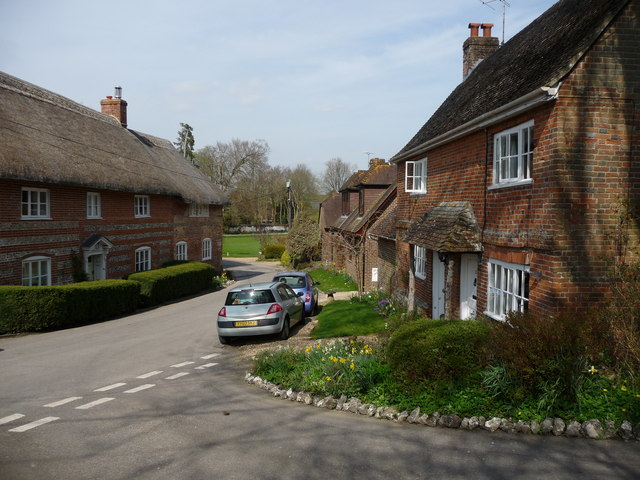
Nether Wallop, Five Bells Lane. La maison de gauche servait de maison au personnage principal.

Nether Wallop apparaît comme la fictive St Mary Mead dans la série télévisée de 1984.

## Personnages emblématiques de St. Mary Mead

### Habitants de St. Mary Mead
- Katherine Grey, une jeune femme qui, à la suite d'un héritage, va quitter pour la première fois St. Mary Mead et l'hiver anglais, et se retrouver à enquêter aux côtés d'Hercule Poirot sur le meurtre du Train bleu ((en)The Mystery of the blue train)). À la fin du roman, Katherine se fiance avec Derek Kettering.

Certains résidents de St. Mary Mead jalonnent l'œuvre d'Agatha Christie :
- Miss Jane Marple, une vieille dame célibataire, ayant une aptitude naturelle pour résoudre les mystères. Elle habite un élégant cottage anglais, dans le bourg de St. Mary Mead ;
- Le Colonel Arthur Bantry, un ancien militaire en retraite, qui réside avec sa femme au manoir de Gossington Hall. Il fait sa première apparition dans le recueil de nouvelles Miss Marple au Club du Mardi (The Thirteen Problems). Dans le roman Le miroir se brisa, on apprend qu'il est mort d'une pneumonie aiguë.
- Dolly Bantry, l'épouse du colonel Bantry, est devenue une grande amie de Miss Marple, depuis leur rencontre, à l'initiative de Sir Henry Clithering, au cours d'un dîner à Gossington Hall. Ce dîner va d'ailleurs marquer l'intégration du couple Bantry au Club du mardi, un an après sa création. À deux reprises, lors des récits de La Tragédie de Noël et de L'Herbe de mort, Sir Henry Clithering taquinera Dolly Bantry en la comparant à "Schéhérazade", la légendaire conteuse des Mille et Une Nuits. À la mort du colonel, Mrs Bantry s'installe dans un cottage du hameau de "East Lodge" et vend le manoir de Gossington Hall. Plusieurs propriétaires successifs achètent le manoir avant que le couple hollywoodien Marina Gregg et Jason Rudd en devienne propriétaire. Outre les nouvelles du Club du mardi, Mrs Bantry figure aussi dans deux romans : Un cadavre dans la bibliothèque  et Le miroir se brisa ;
- Léonard Clément, le pasteur de St. Mary Mead, et narrateur de L'Affaire Protheroe. Également présent dans Un cadavre dans la bibliothèque  et dans Le Train de 16 h 50 ;
- Griselda Clément, l'épouse du pasteur. Elle habite le presbytère avec lui ;
- Le Dr Haydock, le médecin traitant de Miss Marple dans L'Affaire Protheroe (The Murder at the Vicarage). Également présent dans le roman Le miroir se brisa.
- Heather Badcock, une infatigable pipelette, secouriste et secrétaire bénévole de l'association "Les Ambulances de Saint-Jean", et grande admiratrice de l’actrice hollywoodienne Marina Gregg. Elle meurt empoisonnée dans le roman Le miroir se brisa.
- Caroline Weatherby, une voisine de Miss Marple. Après sa mort en 1960, sa maison est occupée par un banquier et sa famille. Première apparition dans L'Affaire Protheroe (The Murder at the Vicarage).
- Miss Amanda Hartnell, une vieille dame orgueilleuse, et voisine de Miss Marple. Elle quitte St. Mary Mead à la fin des années 1960. Première apparition dans L'Affaire Protheroe (The Murder at the Vicarage).
- Martha Price-Ridley, une riche veuve autoritaire, et plus grande commère du village. Première apparition dans L'Affaire Protheroe (The Murder at the Vicarage) ;
- Basil Blake, voisin des Bantry et fils d'une vieille amie d'école de Dolly, détestée par le Colonel. Basil est un artiste qui travaille aux Studios de cinéma de Lemville, en tant que créateur d'accessoires. Marié à Dinah Lee, Basil est accusé du meurtre du cadavre trouvé dans la bibliothèque des Bantry, à Gossington Hall. Première apparition dans Un cadavre dans la bibliothèque.

### Visiteurs fréquents à St. Mary Mead
- Raymond West, un romancier, neveu de Miss Marple. Il réside à Londres et rend régulièrement visite à sa tante à St. Mary Mead, notamment à l’occasion des rencontres du Club du Mardi, dont il est un des membres fondateurs.
- Joyce Lemprière, une jeune artiste londonienne, elle aussi membre fondateur du Club du Mardi. Elle y accompagne Raymond West, qui lui demandera sa main au cours de la soirée qui verra Miss Marple narrer l’histoire de sa nièce Mabel Denman et du  Pouce de saint Pierre (The Thumb Mark of St Peter). Par la suite, Joyce Lemprière apparaîtra dans l'œuvre d'Agatha Christie sous le nom de "Joan West", épouse légitime de Raymond West.
- Sir Henry Clithering, un commissaire en chef de Scotland Yard à la retraite, et membre fondateur du Club du Mardi. Il deviendra un grand ami et conseil de Miss Marple.
- Le Dr Pender, un vieux pasteur protestant, membre fondateur du Club du Mardi.
- Monsieur Petherick, un avoué de Londres, membre fondateur du Club du Mardi.
- Jane Helier, une jeune et belle actrice, qui rejoint le Club du Mardi un an après sa création.
- Le Dr Lloyd, qui rejoint le Club du Mardi un an après sa création.

## Lieux et institutions notables de St. Mary Mead et ses environs
- L'auberge du Sanglier Bleu.
- La petite gare de chemin de fer, mentionnée dans le roman L'Affaire Protheroe (The Murder at the Vicarage).
- Gossington Hall, le manoir victorien du Colonel Arthur Bantry, que son épouse Dolly vendra à la mort de celui-ci au couple hollywoodien Jason Rudd et Marina Gregg, dans le roman Le miroir se brisa.
- The Development, un lotissement immobilier nouvellement construit au début du récit du roman Le miroir se brisa.
- East Lodge, un hameau de St. Mary Mead, dans le roman Le miroir se brisa.

## Œuvres dont l'action se situe à St. Mary Mead

### Romans
- L'Affaire Protheroe (The Murder at the Vicarage, 1930), premier des treize romans d'Agatha Christie mettant en scène Miss Marple.
- Un cadavre dans la bibliothèque (The Body in the Library, 1942)
- Le miroir se brisa (The Mirror Crack'd from Side to Side [UK] ou The Mirror Crack'd [USA], 1962)

### Nouvelles
- Dans Three Blind Mice and Other Stories, un recueil publié pour la première fois aux États-Unis, en 1950[2].

1. Meurtre sur mesure (The Tape-Measure Murder)

- Dans Miss Marple au Club du Mardi (The Thirteen Problems), un recueil publié pour la première fois en France en 1966.

1. Le Club du Mardi ((en)The Tuesday Night Club)
2. Le Sanctuaire d'Astarté ((en)The Idol House of Astarte)
3. Les Lingots d'or ((en)Ingots of Gold) ⇒ troisième histoire du « Club du Mardi », racontée par Raymond West.
4. Le Perron sanglant ((en)The Blood-Stained Pavement)
5. Motif contre occasion ((en)Motive vs Opportunity)
6. Le Pouce de saint Pierre ((en)The Thumb Mark of St Peter)
7. Le Géranium bleu (The Blue Geranium)
8. La Demoiselle de compagnie (The Companion)
9. Les Quatre Suspects (The Four Suspects)
10. Une tragédie de Noël (A Christmas Tragedy)
11. L'Herbe de mort (The Herb of Death)
12. L'Affaire du bungalow (The Affair at the Bungalow)
13. Une noyée au village (Death by Drowning)

- Dans The Adventure of the Christmas Pudding and a Selection of Entrées, un recueil de six nouvelles policières d'Agatha Christie, publié en 1960 au Royaume-Uni et dans Le Retour d'Hercule Poirot, un autre recueil publié pour la première fois en France en 1962 :

1. ’’Le Policeman vous dit l'heure ((en)Greenshaw's Folly)

## Source
- (en) Cet article est partiellement ou en totalité issu de l’article de Wikipédia en anglais intitulé « St. Mary Mead » (voir la liste des auteurs).